# دوچرخه‌سواری در المپیک تابستانی ۱۹۵۲
دوچرخه‌سواری در بازی‌های المپیک تابستانی ۱۹۵۲ نام رویداد ورزش دوچرخه‌سواری در بازی‌های المپیک تابستانی بود که در سال ۱۹۵۲ برگزار شد. این مسابقات که فقط برای مردان بود از دو بخش دوچرخه‌سواری جاده و چهار بخش دوچرخه‌سواری پیست تشکیل شده بود. در این مسابقات ۲۱۵ ورزشکار از ۳۶ کشور در شش مسابقه به رقابت با یک دیگر پرداختند.

## نتایج

### جاده
| رویداد             | طلا                                                        | نقره                                                       | برنز                                                |
| رقابت انفرادی جاده | آندره نوایل · بلژیک                                        | روبرت خروندلارس · بلژیک                                    | ادی تسیگلر · آلمان                                  |
| رقابت تیمی جاده    | بلژیک (BEL) · روبرت خروندلارس · آندره نوایل · لوسین ویکتور | ایتالیا (ITA) · دینو برونی · جانی گیدینی · وینچنزو زوکونلی | فرانسه (FRA) · ژاک آنکتیل · کلود روئر · آلفرد تونلو |

### پیست
| رویداد             | طلا                                                                         | نقره                                                                         | برنز                                                                            |
| تعقیبی تیمی        | ایتالیا (ITA) · مارینو مورتینی · لوریس کامپانا · مینو ده روسی · گویدو مسینا | آفریقای جنوبی (RSA) · آلفرد سوئیفت · جورج استمن · رابرت فاولر · توماس شاردلو | بریتانیای کبیر (GBR) · رونالد استرتون · دونالد بورجس · جورج نیوبری · آلن نیوتون |
| اسپرینت            | انزو ساکی · ایتالیا                                                         | لاینل کوکس · استرالیا                                                        | ورنر پوتسرنهایم · آلمان                                                         |
| تاندم              | لاینل کوکس · و راسل موکریج (AUS)                                            | ریموند رابینسون · و توماس شاردلو (RSA)                                       | آنتونیو ماسپس · و سزار پینارلو (ITA)                                            |
| ۱۰۰۰ متر تایم تریل | راسل موکریج · استرالیا                                                      | مارینو مورتینی · ایتالیا                                                     | ریموند رابینسون · آفریقای جنوبی                                                 |

## جدول مدال‌ها
| رتبه | کشور                 | طلا | نقره | برنز | مجموع |
| ۱    | ایتالیا (ITA)        | ۲   | ۲    | ۱    | ۵     |
| ۲    | استرالیا (AUS)       | ۲   | ۱    | ۰    | ۳     |
| ۲    | بلژیک (BEL)          | ۲   | ۱    | ۰    | ۳     |
| ۴    | آفریقای جنوبی (RSA)  | ۰   | ۲    | ۱    | ۳     |
| ۵    | فرانسه (FRA)         | ۰   | ۰    | ۱    | ۱     |
| ۵    | بریتانیای کبیر (GBR) | ۰   | ۰    | ۱    | ۱     |
| ۷    | آلمان (GER)          | ۰   | ۰    | ۲    | ۲     |